# Lacrosse

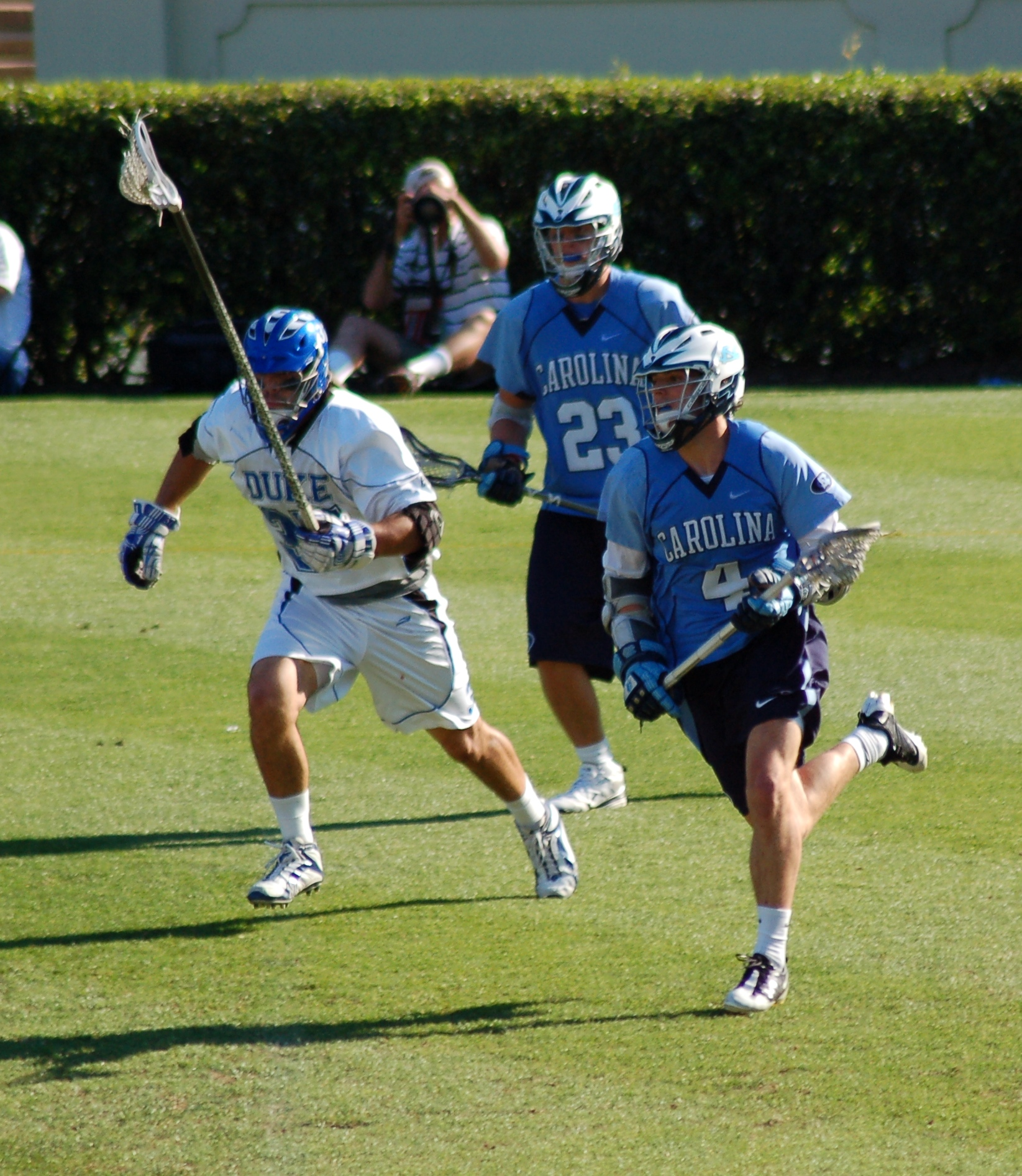
Mai lacrosse-mérkőzés jelenete (2009)

A lacrosse a legrégibb gyökerekkel rendelkező[forrás?] csapatsport. Egyike a napjainkban legdinamikusabban fejlődő sportágaknak.[forrás?] Számos bennszülött észak-amerikai népcsoport játssza. Meglehetősen durva, sok testi érintkezéssel járó sport, amelyben két csapat mérkőzik egymással a pálya két térfelén. A bennszülött indiánoktól vették át az európai misszionáriusok, innen terjedt tovább az egész világon. 1904-ben és 1908-ban olimpiai sportág volt, 2021-ben a Nemzetközi Olimpiai Bizottság teljes jogú olimpiai sportként ismerte el.Ma már számos országban működnek profi és amatőr lacrosse csapatok, valamint egyre több versenyt és bajnokságot rendeznek.

## A sportág leírása
A lacrosse olyan sport, amit egy háló végű bottal játszanak, ezt hívják crosse-nak, és arra használják, hogy ezzel vigyék a labdát, illetve a kapuba dobják. A lacrosse-nak két formája van, a szabadtéri (outdoor) lacrosse és az aréna (indoor) lacrosse. A szabadtéri lacrosse-t földön, füvön vagy műfüvön játsszák, az indoor lacrosse-t általában a jégkorongcsarnokokban, műanyagon.
A férfi lacrosse-ban a játékosok védőfelszerelést hordanak a fejükön, vállukon, karjukon és a kezükön, ugyanis a test-test elleni ütközés szerves részét képezi a játéknak, akárcsak a botokkal történő ütközés is szabályos. A lacrosse-játékosoknak sisakot és kesztyűt kötelezően kell hordaniuk, és általában megkövetelik a váll- és könyökvédő használatát is. Ezen kívül tanácsos borda- és egyéb védőszerelést is használni.
A női lacrosse játékosai (csak az Egyesült Államokban) csak egy szemvédőt és fogvédőt viselnek (kivéve a kapusokat, akik további védőfelszereléseket hordanak, torokvédőt, mellvédőt, a legtöbb kapus nem hord kar és lábszárvédőt) és az ütközés nem megengedett.
A játékosok testi épségét a védőfelszereléseken kívül a részletekig kidolgozott szabályok is hivatottak védeni. A szabálytalanságot elkövető játékos 1, 2 vagy 3 perces büntetést kaphat a szabálytalanság súlyosságától függően. Kiállítása alatt az ellenfél emberelőnyben játszik.
A játék célja, hogy a kis, sima gumilabdát az ellenfél kapujába juttassák minél több alkalommal. A pálya 110 yard (100 méter) hosszú és 60 yard (54 méter) széles. A kapuk 6 láb (1,8 méter) szélesek és 6 láb magasak. A kapu körül van egy 18 láb (5,5 méter) átmérőjű kör, ez a kapus zónája, a crease. A mérkőzés négy 15 perces negyedből áll (a kanadai box lacrosse – az indoor lacrosse kanadai változata – három 20 perces harmadra tagozódik).
Egyszerre egy csapatnak 10 játékosa van a pályán, három támadó, három középpályás, három védő és egy kapus. A női lacrosse-t hasonlóképpen játsszák, azzal a különbséggel, hogy náluk van két további középpályás csapatonként. Amikor a kapus elhagyja a zónáját, ugyanolyan játékos lesz, mint bárki más. A pályán egyszerre három támadójátékos van, az ő feladatuk, hogy a labdát az ellenfél kapujába juttassák. Mögöttük három középpályás (middie) található, ők mind a támadásban, mind pedig a védekezésben szerepet kapnak. A 3 védőjátékos feladata, hogy a saját kapujukat védjék, míg a kapus dolga, hogy a crease-ben maradva blokkolja az ellenfél támadóinak lövését. Az egész mérkőzés alatt a kapussal együtt négy játékosnak a pálya védő felén kell maradnia, míg a három támadónak a támadó felén. (Az indoor lacrosse-ban hat játékos van a pályán.)
A játékosok mindegyike lacrosse-botot hord. Vannak úgynevezett rövid botok és hosszú botok. Rövid botot a támadók és a középpályások használnak, a védők pedig hosszút. Középpályás is használhat hosszú botot (ő a long-stick middie), de azzal a megkötéssel, hogy a pályán egy csapatban egyszerre csak 4 hosszú botos játékos lehet.
A játékosok a bottal veszik fel a labdát a földről és passzolják tovább csapattársuknak, lőnek kapura vagy futnak vele. A férfi lacrosse-ban rúgni is lehet a labdát. Kézzel csak a kapus érhet a labdához. A játék során folyamatosan lehet cserélni, ez ott jelentős igazán, hogy míg támadáskor három rövid botos középpályás is a pályán van a gyorsaság és a biztosabb labdabirtoklás érdekében, addig védekezésnél feljön egy long-stick middie, hogy a védekezést elősegítse.
A lacrosse játéka nagyon gyors és folyamatos, lényegesen több góllal, mint amennyi a labdarúgásban vagy akár a jégkorongban esik (átlagosan 10-20 gól meccsenként). Látványossága miatt Kanada egyik legnépszerűbb sportága és Amerikában is megtelnek a lelátók a lacrosse-meccseken.

## Neve
A legtöbb feljegyzés szerint (köztük a legismertebb Jean de Brébeuf jezsuita szerzetesé) az első európaiak, akik látták, hogyan játsszák a baggatawayt, a francia felfedezők voltak. Ők úgy vélték, hogy a botok a püspöki pálcára – franciául la crosse – hasonlítanak, és innen származtatják a játék nevét.[forrás?] Ugyanakkor a franciák akkoriban játszottak egy, a gyeplabdához hasonlító játékot, aminek az volt a neve, hogy jeu de la crosse, sokkal valószínűbb, hogy ez a játék nevének eredete.

## Története

### Gyökerei
Az észak-amerikai őslakosok körében több változata is létezett annak a dolognak, amit ma lacrosse-nak nevezünk. Néhány törzs úgy játszott, hogy egy-egy bot volt mind a két kezükben, máshol a férfiak és a nők együtt játszottak, megint más területeken a nők egész más formáját űzték a sportnak.

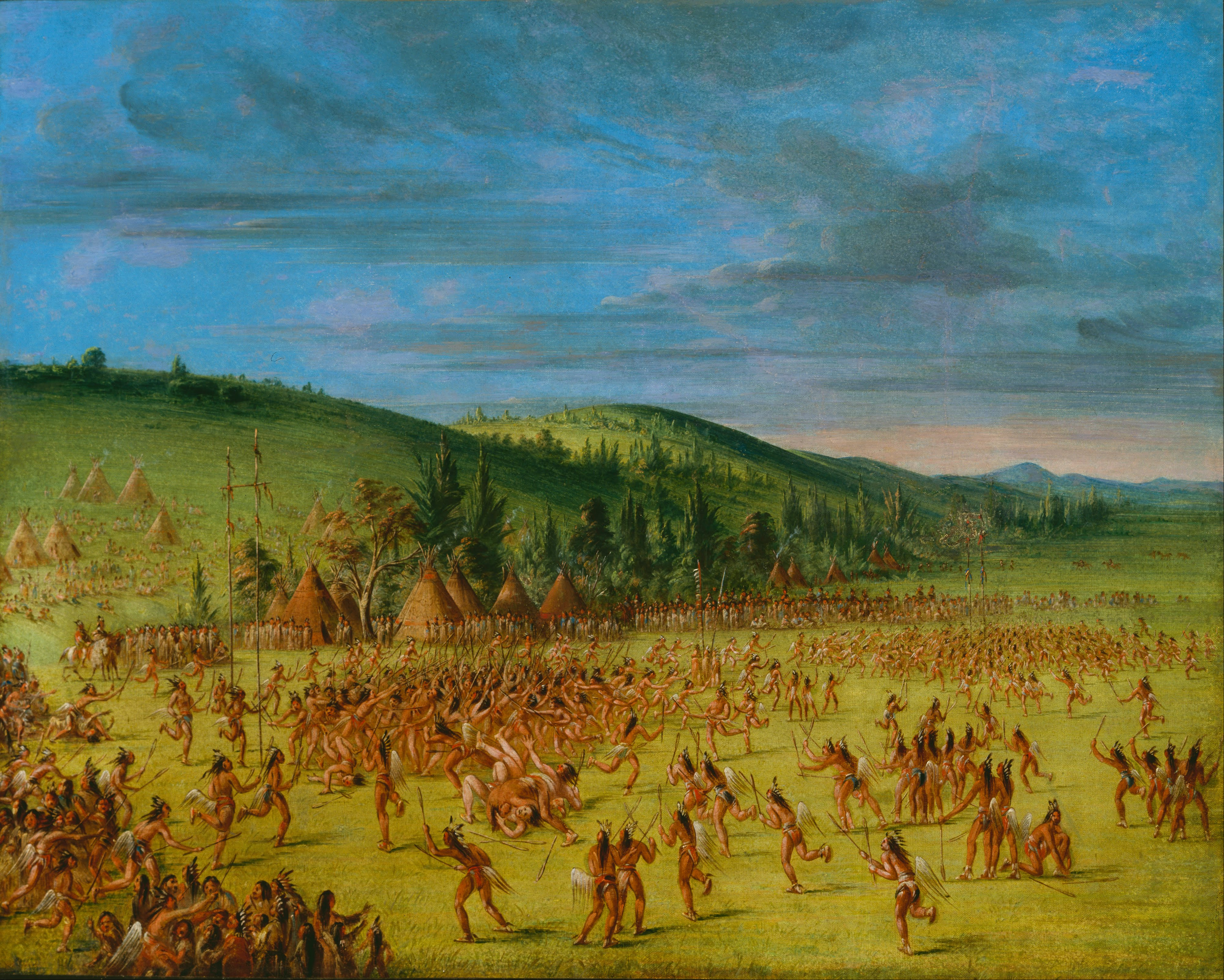
George Catlin festménye a lacrosse-ról, körülbelül 1834–1835 között

A cseroki indiánok ezt a sportot da-nah-wah'uwsdi-nak, azaz a háború kistestvérének hívták, mert úgy tartották, hogy kiváló katonai edzésnek számít. Egy csapat gyakran száz, nem ritkán ezer játékosból állt, sőt, az is előfordult, hogy egész faluk vagy akár törzsek alkották a csapatokat, a célok pedig akár több mérföldnyire voltak egymástól, így a játék eltarthatott akár három napig is. Mivel a legtöbb játékos így még csak a labda közelébe sem juthatott, ezért ők arra figyeltek, hogy botjaikkal megsebezzék az ellenfelet.
Az irokéz indiánok Hat Törzse (a mai Dél-Ontario és Észak-New York területén) baggatawaynek vagy tewaraathonnak hívták saját verziójukat. Ez a változat sokkal szervezettebb volt, mint akkoriban bárhol az ország legtöbb területén. Itt 12-15 ember játszott csapatonként és a kapuk nagyjából 120 lábra (kb. 35-36 méter) voltak egymástól.
A 19. század elején a Kanadában élő európaiak kezdték el játszani ezt a játékot. A Montreal's Olympic Club 1844-ben szervezett egy csapatot, hogy játsszanak egy meccset az őslakos indiánok ellen. Hasonló meccseket szerveztek 1848-ban és 1851-ben is.
A lacrosse akkor tette meg az első lépést egy remekül szervezett, modern sporttá válás felé, amikor 1856-ban megalakult a Montreal Lacrosse Club és először írásba fektették a szabályokat.
1867-ben William George Beers, a Montreal Lacrosse Clubtól újraírta a szabályokat. Az ő szabályai szerint 12 ember alkotta a csapatot és elnevezte a posztokat is: goal, point, cover point, first defense, second defense, third defense, centre, third attack, second attack, first attack, out home, in home.
Beers, aki mint a lacrosse atyja híresült el, a korábbi szőrrel tömött szarvasbőr labdákat lecserélte kemény gumi labdákra és áttervezte a botokat, hogy alkalmasabbak legyenek a labda elkapására és pontosabb dobására.
A Canada's National Lacrosse Association (Kanadai Nemzeti Lacrosse-szövetség), mely szintén 1867-ben alapult, gyorsan elfogadta az új szabályokat. Még ugyanabban az évben egy Caughnawaga indiánokból felálló csapat Angliába ment, hogy játszanak egy meccset Viktória királynőért. A sportág ezzel nagyon népszerűvé vált Angliában is, főleg Bristolban, Cheshire-ben, Lancashire-ben, Londonban, Manchesterben és Yorkshire-ben, és 1892-ben létrejött az English Lacrosse Union (Angol Lacrosse-unió).

### A lacrosse Amerikában
A lacrosse kis híján kihalt az Egyesült Államokban a 19. század közepén, de a Kanadában aktív St. Regis törzs által befolyásolva az észak-New York-i Onondaga törzs az 1860-as évek végén felélesztette a sportágat. (ők a játékot "dehuntshigwa'es"-nek hívták, ami annyit jelent, hogy „emberek ütnek egy kerek tárgyat”).
Az észak-New York-i fehérek 1868 környékén kezdtek el lacrosse-t játszani, és a sportág gyorsan elterjedt New York metropoliszban is, ahol számos csapat szerveződött az 1870-es évek alatt. A New York University és a Manhattan College játszotta az Egyesült Államok történetének első egyetemek közti mérkőzését 1877. november 22-én. Hamarosan számos más egyetem északkeletről felvette a sportot, köztük a Boston University, a Columbia, a Cornell, a Harvard, a Princeton és a Stevens Institute.
A U.S. Amateur Lacrosse Associationt (Egyesült Államok Amatőr Lacrosse Szövetsége) 1879-ben alapították, átvéve a kanadai szabályokat. Három évvel később hét egyetem megalapította az első egyetemek közti lacrosse-szövetséget. Ez 1905-ben érett be igazán, amikor megalakult az Intercollegiate Lacrosse League (egyetemek közti lacrosse liga), ami 1929-ben felvette a U.S. Intercollegiate Lacrosse Association (USILA – Egyesült Államok Egyetemi Lacrosse Szövetsége) nevet.
A jégkorong és a lacrosse mindig is szoros kapcsolatban voltak egymással. Valójában, amikor a jégkorong első szabályait lefektették 1867-ben, akkor a lacrosse szabályait vették alapul és a legtöbb jégkorong játékos Kanadában lacrosse-t is játszott.
A baltimore-i Johns Hopkins University az 1890-es években az egyik legnagyobb jégkorong egyetem volt. A lacrosse-t 1893-ban mutatták be olyan diákok, akik ezzel a sporttal Long Islanden ismerkedtek meg, és rendkívül gyorsan elterjedt egész Baltimore-ban. 1900-ra minden korosztályra kiterjedt már a sportág és a város azóta is a lacrosse melegágya.
Bár országszerte hatalmas területek voltak, ahol gyakorlatilag ismeretlen volt a lacrosse, nagyon népszerűvé vált számos egyéb helyen, többek között Long Islanden, New York állam északi részén, Indianában, Michiganben, Észak-Kaliforniában, Oregonban, Floridában, Texasban és Atlanta körzetében.
1971-ig a nemzeti egyetemi bajnokot egy bizottság választotta ki. Ettől kezdve az Nemzeti Egyetemi Atlétikai Szövetség (National Collegiate Athletic Association, NCAA) szervezi éves bajnokságait. Az NCAA második osztályát 1974-től 1982-ig rendezték meg, majd 1993-tól – 12 évnyi kihagyás után – visszatért. A harmadik osztályt 1980-ban adták hozzá.

### Indoor lacrosse
Az arénában játszott lacrosse-t (box lacrosse-nak vagy boxlának is hívják) Kanadában fejlesztették ki az 1930-as éveke elején. A jégkorong pályákon, hatfős csapatokkal játszott boxla villámgyorsan nagyon népszerűvé vált országszerte és a sportág meghatározó formájává vált az évszázad végére Kanadában.
A Sir David Mann által 1910-ben alapított és a kanadai amatőr bajnok csapatnak járó Mann Cup-ot 1930-as évek végén a box lacrosse trófeájává tették.
Később a szabadtéri lacrosse visszatért Kanadába köszönhetően az International Lacrosse Federation (Nemzetközi Lacrosse Szövetség) megalakulásának és az 1967-es lacrosse világbajnokságnak. Ennek ellenére Kanadában továbbra is box lacrosse sokkal népszerűbb, mint a field lacrosse (szabadtéri lacrosse). A 20. század második felében alakult ki a korábbi box lacrosse szabályokból a ma is játszott indoor lacrosse mind Kanadában, mind pedig az USA-ban.
Az Egyesült Államokban 1986-ban kezdte meg működését a Major Indoor Lacrosse League (MILL – Első osztályú aréna lacrosse lige) hat csapattal és a boxla-hoz nagyon hasonlatos szabályokkal. A MILL rendhagyó módon úgy működött, hogy a liga a csapatoktól teljesen független tulajdonosok birtokában volt. Ez a struktúra stabilitást biztosított a MILL-nek, megakadályozva ezzel azt, hogy egy vagy két franchise gazdasági hibája az egész ligát lerántsa. Ugyanakkor a terjeszkedést, bővülést megnehezítette, vagy akár el is lehetetlenítette.
A National Lacrosse League (NLL – Nemzeti Lacrosse Liga) 1997-ben alakult néhány független csapat által. Hosszas tárgyalások után a MILL beleolvadt az NLL-be. Az első teljes szezont ebben a formában 1998-ban játszották le.

### Nemzetközi lacrosse
Mint már megjegyeztük, a lacrosse-t 1867-ben mutatták be Angliában. Angliából továbbterjedt a brit gyarmatokra, Skóciába, Walesbe, Írországba, Ausztráliába, Új-Zélandra és Dél-Afrikába.
1904-ben St. Louisban és 1908-ban Londonban olimpiai sportág volt, de csupán három ország, Kanada, az USA és Anglia vett részt a küzdelmekben és mindkét alkalommal Kanada szerezte meg az aranyérmet.
1928-ban, 1932-ben és 1948-ban bemutató sportágként szerepelt a lacrosse az olimpián és 1980-ban Los Angelesben egy bemutató tornát rendeztek. Néhány másik ország is felvette a lacrosse-t, köztük a jelentősebbek Németország és Japán, de egyelőre még nem elég erős a sportág ahhoz, hogy olimpián szerepelhessen.
A nemzetközi lacrosse-szövetség 1967 óta rendszeresen rendez férfi lacrosse-világbajnokságot. A női világbajnokságokat 1969-től rendezik meg.

### A lacrosse Magyarországon
A lacrosse sportág Magyarországon hivatalosan 2008 óta található meg, ekkor alakult az ország első lacrosse egyesülete, a Budapest Blax. Az egyesület férfi és női szakággal is rendelkezik, a nők Budapest Blackberries (Szedrek) néven képviseltetik magukat. A lacrosse magyarországi kezdetei óta több városba is eljutott, az első két magyar csapat közötti összecsapásra a 2013-as budapesti New Years Cup keretein belül került sor a Budapest Blax és a Debrecen Hornets (Lódarazsak) között. A mérkőzést a Budapest Blax nyerte 11-0 arányban. 2014 óta a Pécsi Medikus Sport Egyesület is külön lacrosse szakosztállyal rendelkezik.[forrás?]
A lacrosse-csapatok a magyarországi kezdetek óta állandó résztvevői nemzetközi tornáknak, beleértve a hazai rendezésű kupákat is. A lacrosse hazai terjedésének eddigi legnagyobb sikere, hogy a Magyarországi Lacrosse Szövetség kezdeményezése után, az Európai Lacrosse Szövetség döntésének értelmében Magyarország megkapta a 2016-os férfi lacrosse-Európa-bajnokság rendezési jogát. Az eseményre 2016. július 25. és augusztus 3. között került sor Gödöllőn, több mint húsz ország részvételével. A 2016-os Európa-bajnokság alkalmat adott a magyar férfi lacrosse-válogatott hivatalos debütálására is.